# 香島アヤ
香島 アヤ（かしま アヤ、1985年7月27日 - ）は、日本の元グラビアアイドル、復活!ミニスカポリスのメンバーである。
東京都出身。元フィットワン所属。

## 人物像
- 好みの男性は乳首がきれいな人。
- 1日に3人の男性とデートしたことがある[1]。
- 好きな食べ物は味噌。パックから溶かさずに直接アイスクリームのように食べることもある。
  - いずれも「志村屋です。」（2009年11月4日）の「志村診察室」より

## 出演

### テレビ番組
- テレビ東京「やりすぎコージー」
- 読売テレビ「浜ちゃんと!」
- テレビ朝日「ドスペ2・女だらけの体育の時間」
- テレビ東京「秘書のカガミ」最終話
- 読売テレビ・日本テレビ系列「第27回 島田紳助が芸能界の厳しさ教えます!アブナイ有名人大集合SP」（2008年3月27日）ドッキリ企画MC
- テレビ朝日 『ぷっ』すま（2008年7月15日）「彼女が水着に着替えたら」コーナー出演
- TBS「さまぁ〜ず式」（2009年2月24日）「モテた勢いでGOGOGO クラブかずの子」コーナー出演
- MONDO21「誘惑のマーメイド」
- 日本海テレビ「おとなのびっくりクリニック」（2009年）レギュラー（新くりクリガール）出演
- フジテレビ「志村屋です。」（2009年11月4日）「志村診察室」ゲスト出演

### DVD
- シーアンドエイチ　「PREMIUM CUTIE」

### インターネット番組
- ニコニコ動画 アイパイ★ちゃんねる「復活！ミニスカポリス」（2009年9月9日 - 番組閉鎖）

### その他
- 2007フジテレビ「お台場冒険王Reガールズ」
- 日産センチュリー証券イメージキャラクター（2009年6月 - 終了）

### 携帯サイト
- アイドルがイッパイ